# Ёравож
Ёравож — река в России, протекает по территории Вуктыльского округа в Республике Коми. Устье реки находится в 7 км по правому берегу реки Катя-Ёль. Длина реки составляет 16 км.
Река вытекает из северной части болота Ёравожнюр в 28 км к северо-востоку от села Кырта. От истока течёт на север, затем поворачивает на запад и северо-запад. Русло извилистое. Всё течение проходит по ненаселённой, холмистой тайге. Ширина реки не превышает 10 метров, именованных притоков нет.

## Данные водного реестра
По данным государственного водного реестра России относится к Двинско-Печорскому бассейновому округу, водохозяйственный участок реки — Печора от водомерного поста у посёлка Шердино до впадения реки Уса, речной подбассейн реки — бассейны притоков Печоры до впадения Усы. Речной бассейн реки — Печора.
Код объекта в государственном водном реестре — 03050100212103000062873.